# Cryptus rudowi
Cryptus rudowi là một loài tò vò trong họ Ichneumonidae.